# Teyonah Parris
Teyonah Parris (Hopkins, Carolina del Sud, 22 de setembre de 1987) és una actriu estatunidenca.
La seva carrera començà a enlairar-se el 2012 amb el rol de la secretària Dawn Chambers a la sèrie dramàtica de la companyia AMC, Mad Men (2012–2015), i amb el paper principal a la pel·lícula independent de 2014 Dear White People. També va aparèixer a la sèrie dramàtica Empire el mateix any, i el 2015 va ser Lysistrata, un dels personatges principals, a la pel·lícula Chi-Raq de Spike Lee. Més tard, el 2018 va figurar entre els protagonistes principals del drama If Beale Street Could Talk i el 2021, Parris va tenir el paper principal al film d'horror Candyman.
Es feu però més famosa internacionalment quan integrà l'Univers cinematogràfic de Marvel per a interpretar-hi Monica Rambeau a la sèrie de Disney+ WandaVision el 2021.
Ha d'interpretar el mateix personatge juntament amb Brie Larson (Capitana Marvel) i la jove Iman Vellani (Ms. Marvel) a la pel·lícula The Marvels el 2023.

## Filmografia

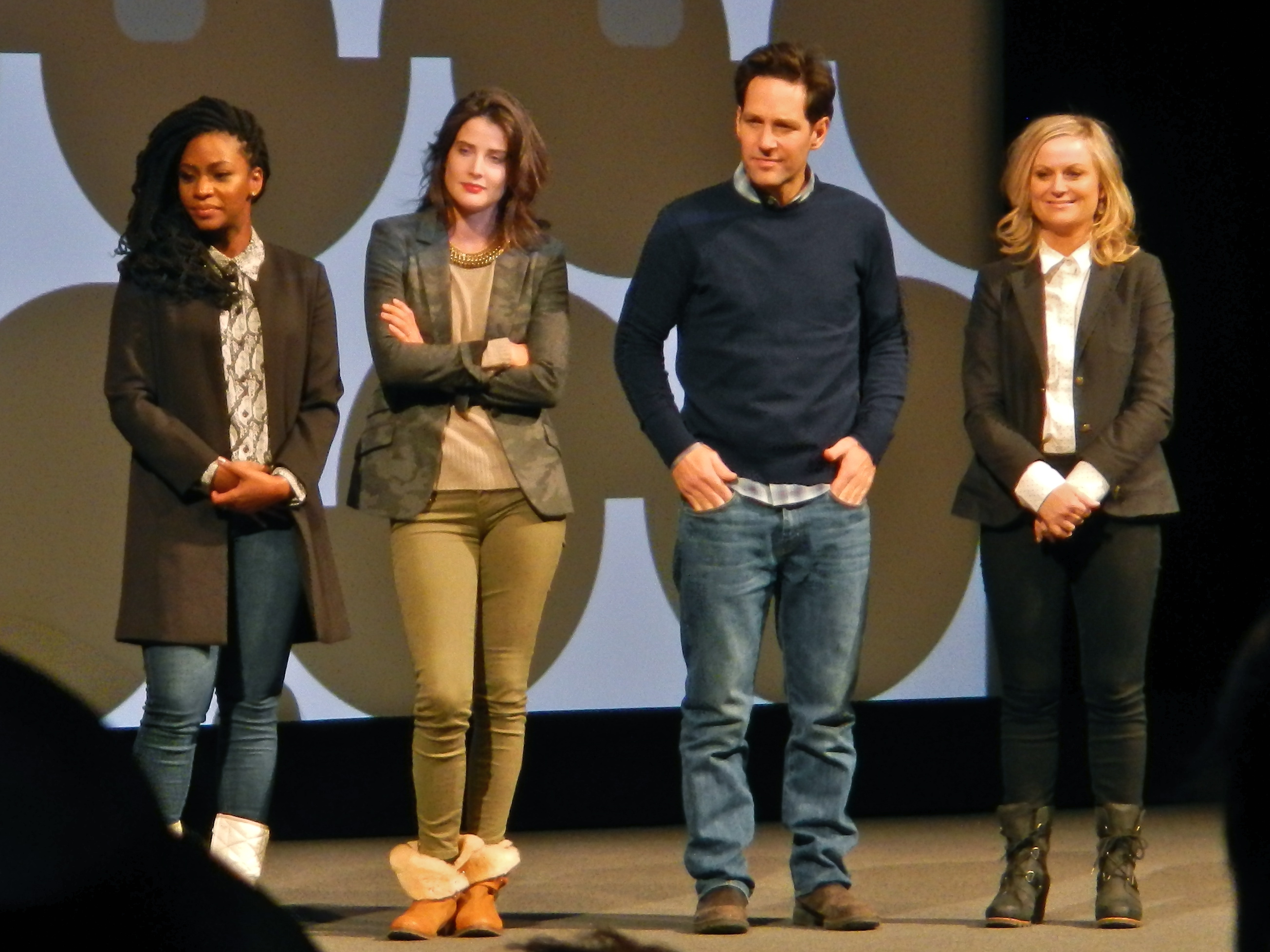
Teyonah Parris amb altres actors famosos durant el Festival de Sundance el 2014

### Cinema
| Any  | Títol                      | Rol                       | Notes         |
| ---- | -------------------------- | ------------------------- | ------------- |
| 2010 | Empire Corner              | Alma                      | Curt metratge |
| 2010 | Wu is Dead                 | Alma                      | Curt metratge |
| 2010 | How Do You Know            | Riva                      |               |
| 2013 | A Picture of You           | Mika                      |               |
| 2014 | They Came Together         | Wanda                     |               |
| 2014 | Dear White People          | Collandrea "Coco" Conners |               |
| 2015 | Five Nights in Maine       | Penelope                  |               |
| 2015 | Where Children Play        | Bellissima Mccain         |               |
| 2015 | Chi-Raq                    | Lisístrata                |               |
| 2016 | 90 Days                    | Jessica                   | Curt metratge |
| 2018 | If Beale Street Could Talk | Ernestine Rivers          |               |
| 2019 | Point Blank                | Taryn                     |               |
| 2020 | Charm City Kings           | Terri                     |               |
| 2020 | The Photograph             | Asia                      |               |
| 2021 | Candyman                   | Brianna Cartwright        |               |
| 2023 | The Marvels                | Monica Rambeau            |               |

### Televisió
| Any       | Títol                                            | Rol                  | Notes            |
| --------- | ------------------------------------------------ | -------------------- | ---------------- |
| 2010      | The Good Wife                                    | Melinda Gossett      | 1 episodi        |
| 2012–2015 | Mad Men                                          | Dawn Chambers        | 22 episodis      |
| 2013      | CSI: Crime Scene Investigation                   | Karen Branston       | 1 episodi        |
| 2014–2017 | Survivor's Remorse                               | Missy Vaughn         | 36 episodis      |
| 2016      | Love Under New Management: The Miki Howard Story | Miki Howard          | També productora |
| 2017      | Empire                                           | Detectiu Pamela Rose | 6 episodis       |
| 2018      | Murder                                           | Det. Ayana Lake      | Pilot            |
| 2021      | WandaVision                                      | Monica Rambeau       | 9 episodis       |